# ورننبرگ (جورجیا)
ورننبرگ، جورجیا (به انگلیسی: Vernonburg, Georgia) یک سکونتگاه مسکونی در ایالات متحده آمریکا است که در شهرستان چاتهام، جورجیا واقع شده‌است.

## خصوصیات
ورننبرگ ۰٫۹ کیلومترمربع مساحت و ۱۲۲ نفر جمعیت دارد و ۲ متر بالاتر از سطح دریا واقع شده‌است.